# Börsborn
Börsborn là một xã thuộc huyện Kusel, bang Rheinland-Pfalz, phía tây nước Đức. Xã Börsborn có diện tích 3,9 km², dân số thời điểm ngày 31 tháng 12 năm 2006 là 392 người.